# 1979 Il concerto - Omaggio a Demetrio Stratos
1979 Il concerto – Omaggio a Demetrio Stratos è un doppio album tratto dalla registrazione di un concerto tenutosi il 14 giugno 1979 all'Arena Civica di Milano e organizzato per raccogliere fondi destinati a curare il cantante Demetrio Stratos. Poiché questi morì il giorno prima dell'evento, questo divenne il primo di una lunga serie di tributi in suo onore.

## Tracce
Lato A
1. Kaos Rock – Basta, basta – 4:00 (Gianni Muciaccia)
2. Area – Danz(A)nello (strumentale) – 4:45 (musica: Patrizio Fariselli)
3. Francesco Guccini – Per un amico (Canzone per un'amica) – 4:00 (Francesco Guccini)
4. Eugenio Finardi – Hold On (Gospel Plow) – 4:30 (tradizionale, arr. Eugenio Finardi)
5. Roberto Ciotti – Shake It – 2:00 (Roberto Ciotti)

Lato B
1. Venegoni & Co. – Coesione – 4:20 (Luigi Venegoni)
2. Angelo Branduardi – Il funerale – 2:30 (Angelo Branduardi)
3. Carnascialia – Europa minor (strumentale) – 8:10 (musica: Mauro Pagani)
4. Adriano Bassi e Italo Lo Vetere – Nero sul bianco (strumentale) – 3:42 (musica: Adriano Bassi, Italo Lo Vetere)

Lato C
1. Antonello Venditti – Bomba o non bomba – 5:25 (Antonello Venditti)
2. Skiantos – Ehi sbarbo; Ehi Buba Loris; Come faccio a farmi fare – 4:35 (Stefano Cavedoni, Loris Spisni, Roberto Antoni)
3. Gaetano Liguori e Tullio De Piscopo – Tarantella del vibrione – 4:35 (Gaetano Liguori, Tullio De Piscopo)
4. Giancarlo Cardini – Novelletta – 2:55 (Giancarlo Cardini)

Lato D
1. Giancarlo Cardini – Solfeggio parlante per voce sola – 2:30 (Cardini)
2. Roberto Vecchioni – Figlia – 5:05 (Roberto Vecchioni)
3. Banco del Mutuo Soccorso – E mi viene da pensare – 4:10 (Francesco Di Giacomo, Gianni Nocenzi, Vittorio Nocenzi)
4. Area – L'internazionale (strumentale) – 6:10 (musica: Eugène Pottier)

## Produzione
- Gianni Sassi – compilazione
- Paolo Tofani – ingegnere del suono, produzione
- Abramo Pesatori – missaggio
- Claudio Rocchi – missaggio, produzione
- Roberto Masotti – fotografia
- Ilvio Gallo – fotografia di copertina
- Mauro Pagani - produzione

## DVD
Nel 2009, grazie alla collaborazione tra la Rai e Cramps Records, è uscito il DVD con quasi tutte le canzoni del concerto con l'aggiunta di contenuti speciali. L'home video ripropone lo speciale della RAI dedicato all'evento, che fu trasmesso in prima visione in due parti il 15 e il 22 luglio 1979 su TV2, curato dal giornalista e produttore discografico Renato Marengo.
1. Intervista a Gianni Sassi
2. Commenti di Francesco Guccini e Angelo Branduardi
3. Area – Danz(A)nello
4. Francesco Guccini – Canzone per un'amica
5. Banco del Mutuo Soccorso – Lungo il margine
6. Eugenio Finardi – Hold on
7. Eugenio Finardi – Extraterrestre
8. Roberto Vecchioni – Figlia
9. Venegoni & Co. – Coesione
10. Angelo Branduardi – Confessioni di un malandrino
11. Demetrio Stratos – Voce - Strumento[2]
12. Intervista a Gianni-Emilio Simonetti
13. Roberto Ciotti – Shake it
14. Premiata Forneria Marconi
15. Giancarlo Cardini – Novelletta
16. Giancarlo Cardini – Solfeggio parlante per voce sola
17. Gaetano Liguori & Tullio de Piscopo – Tarantella del vibrione
18. Skiantos – Ehi Buba Loris
19. Antonello Venditti – Bomba o non bomba
20. Carnascialia – Europa Minor
21. Area – L'Internazionale

Contenuti speciali
1. Ricordando Demetrio
2. Biografia di Demetrio Stratos
3. Flautofonie ed altro
4. Intervista a Renato Marengo
5. Biografia di Renato Marengo

## Crediti DVD
- Realizzazione filmato: Sylvia del Papa
- Regia video: Roberto Capanna
- Autore testi, video e presentazione: Renato Marengo
- Produzione artistica: Cramps Records
- Produzione esecutiva: Cramps Records
- Consulenza artistica: Renato Marengo, Alan Bedin
- Copertina (manifesto concerto originale del 1979): Ilvio Gallo e Gianni Sassi
- Consulenza artistica: Renato Marengo e Michele Neri